# Rybackie Pobrzeże
Rybackie Pobrzeże (niem. Fischbrücke) – ulica w Śródmieściu Gdańska, część Targu Rybnego położona bezpośrednio nad Motławą. Naprzeciwko, po drugiej stronie Motławy, znajduje się wyspa Ołowianka.

## Historia

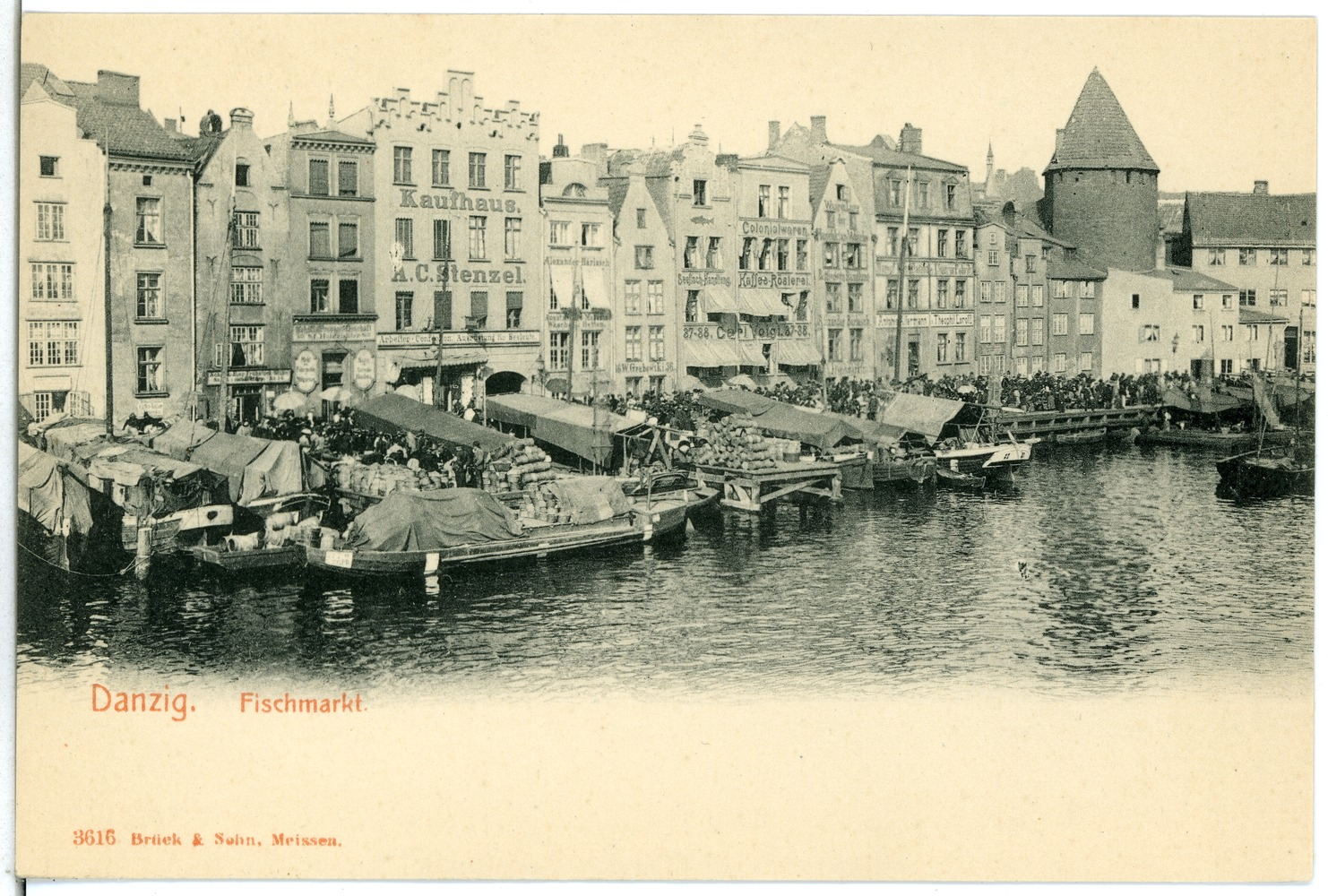
Rybackie Pobrzeże, ok. 1900

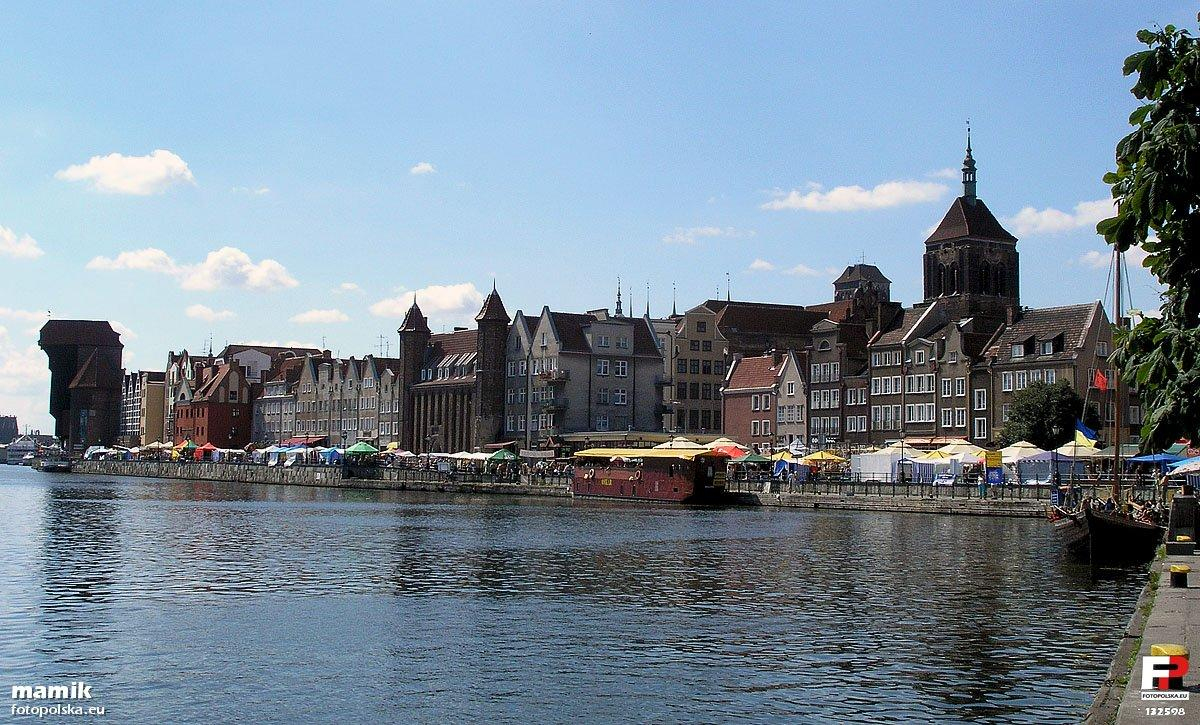
Rybackie Pobrzeże i Motława, 2005

Dawniej oddzielone było od reszty Targu Rybnego pierzeją domów, w której istniały trzy przejścia: Brama Straganiarska, Brama Tobiasza oraz wąskie przejście zwane "Bramą Maślaną" (niem. Buttertor).
W swoim historycznym kształcie, utrwalonym na wielu archiwalnych fotografiach, było to miejsce, gdzie handlowano rybami, zarówno na drewnianym pomoście, jak i bezpośrednio z przycumowanych do nabrzeża łodzi. W literaturze uwiecznione zostały także charakterystyczne przekupki z Rybackiego Pobrzeża, posługujące się lokalną odmianą języka dolnoniemieckiego, w którym sporo było wyrazów pochodzenia kaszubskiego.
Po zniszczeniach w 1945, obecnie Rybackie Pobrzeże nie wyodrębnia się w sposób widoczny z Targu Rybnego, natomiast dla osób spacerujących wzdłuż Motławy stanowi przedłużenie Długiego Pobrzeża.